# ريمون مقار
ريمون نسيم مقار (23 أغسطس - 1974) وهو منتج سينمائى وتليفزيونى ورجل أعمال مصري الجنسية. عمل مع كبار الكتاب والمخرجين مثل المخرج عادل اديب.

## حياته
تخرج المنتج ريمون مقار من كلية السياحة قسم إدارة شركات سياحيه، قام بعمل دراسات عديدة في مجال التخطيط المالي للشركات الكبرى، عمل دراسات عديده في مجال إدارة الأزمات "PPT" في المنشئات المتوسطة والصغيرة، عمل في مجالات التخطيط المالي لشركات تعمل في مجال الدعاية و الإعلان والتسويق والإنتاج التليفزيوني والسينمائي، والتصنيع الدعائي وذلك بداية من عام 1996.

### المناصب
- العضو المنتدب لشركة سويتش للإنتاج الفني.
- ممثل شركة سويتش للإنتاج الفني في مجموعة فنون مصر
- العضو المنتدب لشركة 4P'S.
- العضو المنتدب للشركة العربية للتصنيع الدعائي.

| السنة | العمل                                                                                             | المسمى | الوصف |
| ----- | ------------------------------------------------------------------------------------------------- | ------ | --- |
| 2018  | رحيم - الاب الرحى الجزء التانى                                                                    | منتج   | مسلسل رحيم بطوله الفنان ياسر جلال والفنانه نور تاليف محمد إسماعيل امين واخراج محمد سلامه - الاب الروحى الجزء الثانى بطوله الفنانه سوسن بدر - احمد عبد العزيز واخرون تاليف هانى سرحان واخراج تامر حمزه |
| 2017  | ظل الرئيس- الطوفان-الاب الروحى الجزء الأول                                                        | منتج   | مسلسل ظل الرئيس بطوله ياس جلال وتاليف محمد إسماعيل امين واخراج احمد سمير فرج -مسلسل الطوفان بطوله كوكبه كبيره من النجوم تاليف وائل حمدى ومحمد رجائى اخراج خيرى بشاره- مسلسل الاب الروحى تاليف هانى سرحان واخراج بيتر ميمى |
| 2017  | برنامج زي مابؤلك كده برنامج ليلة في شارع الفن                                                     | منتج   | برنامج زي مابؤلك كده اسعاد يونس يوميا على الراديو 9090 برنامج ليلة في شارع الفن سمير صبري أسبوعيا على الراديو 9090 |
| 2017  | مسلسل أربعة في مهمة إذاعية مسلسل بابي سيتر مسلسل بابا فالنتينو فوازير فطوطة بوند                  | منتج   | مسلسل أربعة في مهمة إذاعية اشرف عبد الباقي على نجوم اف ام مسلسل بابي سيتر احمد امين على الراديو 9090 مسلسل بابا فالنتينو بيومي فؤاد على نغم اف ام فوازير فطوطة بوند سمير الغانم على الراديو 9090 |
| 2016  | مسلسل الاطفال المغامرون مسلسل الاطفال اناليا المسلسل البوليسي دائرة الاشتباه برنامج زي مابؤلك كده | منتج   | مسلسل الاطفال المغامرون 65 حلقة على الراديو 909 مسلسل الاطفال اناليا 160 حلقة على الراديو 9090 المسلسل البوليسي دائرة الاشتباه حلقة أسبوعية على الراديو 9090 برنامج زي مابؤلك كده اسعاد يونس يوميا على الراديو 9090 |
| 2016  | مسلسل العمليه صهلله فوازير فطوطة بوت مسلسل ثلاثي اضواء الراديو                                    | منتج   | مسلسل العمليه صهلله ا محمود عبد العزيز على الراديو 9090 فوازير فطوطة بوت سمير غانم على الراديو 9090 مسلسل ثلاثي اضواء الراديو على الراديو 9090 |
| 2016  | راس الغول                                                                                         | منتج   | مسلسل راس الغول بطوله الفنان محمود عبد العزيز تاليف وائل حمدى واخراج احمد سمير فرج - مسلسل الاب الروحى تاليف هانى سرحان واخراج بيتر ميمى |
| 2015  | احلام شهرزاد المسيحاتي فوازير فطوطة والعظماء برنامج بخاتي                                         | منتج   | مسلسل أحلام شهرزاد يحي الفخراني على الراديو 9090 مسلسل المسيحاتي اشرف عبد الباقي وفريق مسرح مصر على نجوم اف ام فوازير فطوطة والعظماء سمير غانم على الراديو 9090 برنامج بخاتي الإعلامي الهامي مقار على الراديو 9090 |
| 2015  | مسلسل بعد البدايه                                                                                 | منتج   | مسلسل بعد البدايه بطوله الفنان طارق لطفى والفنانه روجينا ودره واخرون وتاليف عمرو سمير عاطف واخراج احمد خالد موسى |
| 2014  | مسلسل جبل الحلال                                                                                  | منتج   | جبل الحلال مسلسل من بطولة الفنان محمود عبد العزيز وتأليف ناصر عبد الرحمن واخراج عادل اديب ومن انتاج مجموعة فنون مصر. |
| 2013  | برنامج لسه هنغني                                                                                  | منتج   | برنامج غنائي أسبوعي يكتشف المواهب الفنية يقوم على فكرة استضافة ثلاثة نجوم في مجال الغناء بكل حلقة حيث يتناول مشوارهم الفني وماوراء الكواليس، ويتم اختيار موهبتين فنيتين في كل حلقة بناء على تصويت. |
| 2012  | باب الخلق                                                                                         | منتج   | مسلسل باب الخلق عمل عاد به النجم محمود عبد العزيز لشاشات التليفزيون بعد غياب طال ثماني سنوات بعد اخر أعماله مسلسل محمود المصري الذي حقق نجاحاً كبيراً وهذا المسلسل بدأ تصويره في أوائل يناير 2012 العمل من انتاج مجموعة فنون مصر للانتاج والتوزيع تاليف الدكتور محمد سليمان عبد المالك اخراج عادل اديب وشارك في العمل كوادر وخبرات اجنبية حيث قامت الشركة باستخدام خبيرة تركية للماكياج وخبراء في مجال الجرافكس من المكسيك واحد الموسيقين من تركيا |
| 2010  | بابا زعيم عصابة                                                                                   | منتج   | "بابا زعيم عصابة" بطولة النجم محمود عبد العزيز والنجمة ميرفت أمين ورجاء الجداوي وإيهاب فهمي وأحمد فؤاد سليم قصة د. محمد سليمان وكتابة ورشة راديو وان للدراما والمسلسل هو أول اعمال مجموعة فنون مصر التي عهدت إلي شركة راديو وان لتنفيذه نظرا لخبراتها وإمكاناتها الإذاعية. |

## وصلات خارجية
- ريمون مقار على موقع IMDb (الإنجليزية)
- فريق العمل لمجموعة فنون مصر
- مسلسل باب الخلق علي موقع imdb
- ريمون مقار الدراما المصرية تتعرض للانهيار